# Carla-Bayle

Carla-Bayle este o comună în departamentul Ariège din sudul Franței. În 1 ianuarie 2022 avea o populație de 792 de locuitori.

## Personalități născute aici
- Pierre Bayle (1647 - 706), filozof, scriitor.